# Taiki Tamukai
Taiki Tamukai (田向 泰輝 Tamukai Taiki?, Ibaraki, 24 de marzo de 1992) es un futbolista japonés que juega como defensa en el Tokushima Vortis.

## Trayectoria

### Clubes
| Club             | País  | Año       |
| ---------------- | ----- | --------- |
| Mito HollyHock   | Japón | 2014-2018 |
| Tokushima Vortis | Japón | 2019-     |